# Presa Endhó
La presa Endhó es una represa localizada en el estado de Hidalgo, México. Almacena las aguas provenientes del sistema de drenaje de la Zona metropolitana del Valle de México, y sus aguas se utilizan mediante el canal Endhó para el riego de la zona del Valle del Mezquital.

## Geografía
Se encuentra localizada entre los municipios de Tepetitlán y Tula de Allende, en el estado de Hidalgo; en la región conocida como el Valle del Mezquital. Se localiza aproximadamente a 100 km al norte de la Ciudad de México.
En cuanto a fisiografía se encuentra dentro de las provincia del Eje Neovolcánico; dentro de la subprovincia de Llanuras y Sierras de Querétaro e Hidalgo e Hidalgo. Se localiza en los llanos de Tula, el relieve consiste en llanuras semiáridas con una altitud promedio de 2000 m s. n. m.
En lo que respecta a la hidrología se encuentra posicionado en la región hidrológica del Pánuco; en las cuenca del río Moctezuma; dentro de las subcuenca del río Tula. El río Michimaloya descarga sus aguas en el embalse de la presa Endhó. Sus aguas se utilizan mediante el canal Endho para riego de los distritos de riego Tula y Alfajayucan.
El clima es templado semidesértico, con lluvias en verano. La temperatura promedio oscila entre 17 y 18 °C con una precipitación media anual de entre 450 a 500 mm. La vegetación nativa corresponde al tipo semidesértico, en la que predominan el matorral espinoso, los mezquites, los agaves y las cactáceas.

## Historia
A finales del siglo XIX las aguas negras de la Ciudad de México comenzaron a ser enviadas a esta zona, al río Tula. El 17 de marzo de 1900 fue inaugurado oficialmente el Gran Canal del Desagüe por el presidente Porfirio Díaz. Uno de los beneficios fue el aprovechamiento de las aguas residuales y pluviales para la agricultura de riego en el valle del Mezquital, que en aquel entonces eran terrenos secos sin cultivar.
En los años 1920 en el río Tula, se construyó un sistema para distribuir y regular el flujo del agua negra para la agricultura; Entre los años 1930 se amplió el sistema de riego, construyéndose distintas presas sobre el río Tula. La presa Endhó fue construida entre 1947 y 1951, con la finalidad de contener las aguas que ingresan al distrito de riego local y almacenar agua en los periodos de escasez.
En 1975 se concluyó el Túnel Emisor Central, cuya función es conducir fuera del Valle de México las aguas del Sistema de Drenaje Profundo; A partir de este momento la presa se convirtió, en depósito de las aguas cloacales de la Ciudad de México y su zona metropolitana. Desde principios de los años 1990, distintos especialistas que han estudiado el impacto ambiental de los niveles de contaminación. Conforme fue aumentando el volumen generado de aguas negras de la Ciudad de México se incrementó la superficie de riego de 14000 ha en 1926, a 28 000 en 1950, 42 460 en 1965, hasta alcanzar 85 000 hectáreas.
En 2007, la Comisión Nacional del Agua (Conagua) confirmó la presencia de miles de elementos contaminantes en los mantos acuíferos tras examinar dos pozos de agua de la zona.

## Características
La cortina se encuentra elaborada de mampostería y tierra compactada con roca de basalto. La altura de la cortina es de 60 m, con un nivel de aguas máximas ordinarias (NAMO) de 182.9 hm³, y nivel de aguas máximas extraordinarias (NAME) de 208.0 hm³. Y un bordo libre de 3.0 m; y con 1260 hectáreas de embalse. Tiene una extracción de 8 a 10 m³/s. Cuenta con un canal de toma viejo, con un gasto máximo de aproximadamente 14 m³/s que salen a través de compuertas.

## Contaminación
Esta presa es catalogada como la "Cloaca más grande del mundo"; con cantidades superiores a la norma ambiental de metales pesados como plomo y mercurio, así como  arsénico, cianuro, nitratos, fósforo, manganeso, níquel, fosfatos, aceites y detergentes, entre otras sustancias químicas. Las filtraciones de aguas negras han contaminado los pozos de las comunidades de Pedro María Anaya, La Loma, La Ermita, San Pedro Nextlalpan, Santa María Daxthó y Xijay de Cuauhtémoc.